# Спектральная теория
Спектральная теория — общий термин в математике, под которым понимаются теории, расширяющие понятия собственной функции и собственного значения с квадратных матриц на более широкие классы линейных операторов в самых различных пространствах.
Такие теории естественным образом возникают при изучении систем линейных уравнений и их обобщений. Такие теории тесно связаны с аналитическими функциями, поскольку спектральные свойства оператора связаны с аналитическими функциями спектрального параметра.

## Предварительные сведения из математики
Сам термин «спектральная теория» был введен Давидом Гильбертом в первоначальной формулировке теории гильбертовых пространств, которая была сформулирована с использованием квадратичной формы бесконечного числа переменных. Поэтому изначальная версия спектральной теоремы была сформулирована как расширение теоремы о приведении квадратичной формы к главным осям. Более поздние исследования в квантовой механике позволили объяснить особенности спектра атома, что было весьма неожиданным.
Имеется три основных формулировки спектральной теории, каждая из которых имеет основания считаться полезной. После изначальной формулировки Гильберта, более поздние исследования спектральной теории нормального оператора в гильбертовом пространстве проводились под нужды физики, в особенности исследования, проводимые фон Нейманом. 
Дальнейшее развитие теории смогло включить также Банаховы алгебры. Эти исследования привели к представлению Гельфанда, которое полностью покрывает коммутативный случай, и позже к некоммутативному гармоническому анализу.
Различие можно понять, проведя параллель с Фурье-анализом. Преобразование Фурье на вещественной оси с одной стороны является спектральной теорией дифференцирования как дифференциального оператора. Однако на практике оказывается, что приходится работать с обобщением собственных функций (к примеру, за счёт использования оснащения гильбертова пространства). С другой стороны, достаточно просто сконструировать групповую алгебру, удовлетворяющую основным свойствам преобразования Фурье, и это может быть сделано при помощи двойственности Понтрягина.
Спектральные свойства операторов на банаховых пространствах также могут быть исследованы, например, компактные операторы на банаховом пространстве имеют спектральные свойства достаточно схожие со свойствами матриц.

## Физические замечания
Колебания были объяснены именно при помощи методов спектральной теории,
Спектральная теория тесно связана с исследованием локализованных колебаний различных объектов, от атомов и молекул в химии до акустических волноводов. Эти колебания имеют частоты (собственные частоты колебаний). Прикладной вопрос состоит в том, как эти частоты вычислять. Это довольно сложная задача, поскольку у каждого тела есть не только основной тон (соответствующий самой низкой частоте), но и множество обертонов, последовательность которых весьма нетривиальна.
Математическая теория на техническом уровне не привязана к подобного рода физическим соображениям, хотя есть немало примеров взаимного влияния. Впервые термин спектр в таком смысле, видимо, был взят Гильбертом в 1897 году из статьи Wilhelm Wirtinger о дифференциальном уравнении Хилла, а потом термин был подхвачен его учениками, в числе которых были Эрхард Шмидт и Герман Вейль.
Лишь спустя двадцать лет, после шрёдингеровской формулировки квантовой механики, была установлена связь между математическим спектром оператора и спектром атома. Хотя, как заметил Анри Пуанкаре, связь с математической моделью колебаний была заподозрена значительно раньше, однако была отвергнута довольно простыми количественными аргументами, например, невозможностью объяснить частотную серию Бальмера. Таким образом, название спектральной теории не было логически связано с её возможностью объяснить спектра атома, это было просто совпадением.